# Veules-les-Roses
Veules-les-Roses è un comune francese di 576 abitanti situato nel dipartimento della Senna Marittima nella regione della Normandia. È una nota stazione balneare.

## Geografia
Il comune d Veules-les-Roses si trova sul littorale del Pays de Caux (côte d'Albâtre). È bagnato dal fiume più corto di Francia, la Veules.
Il villaggio si trova a 7 km da Saint-Valery-en-Caux, 8 da Fontaine-le-Dun, a 18 da Doudeville, a 20 da Offranville e a 26 da Dieppe.

## Veules come stazione balneare

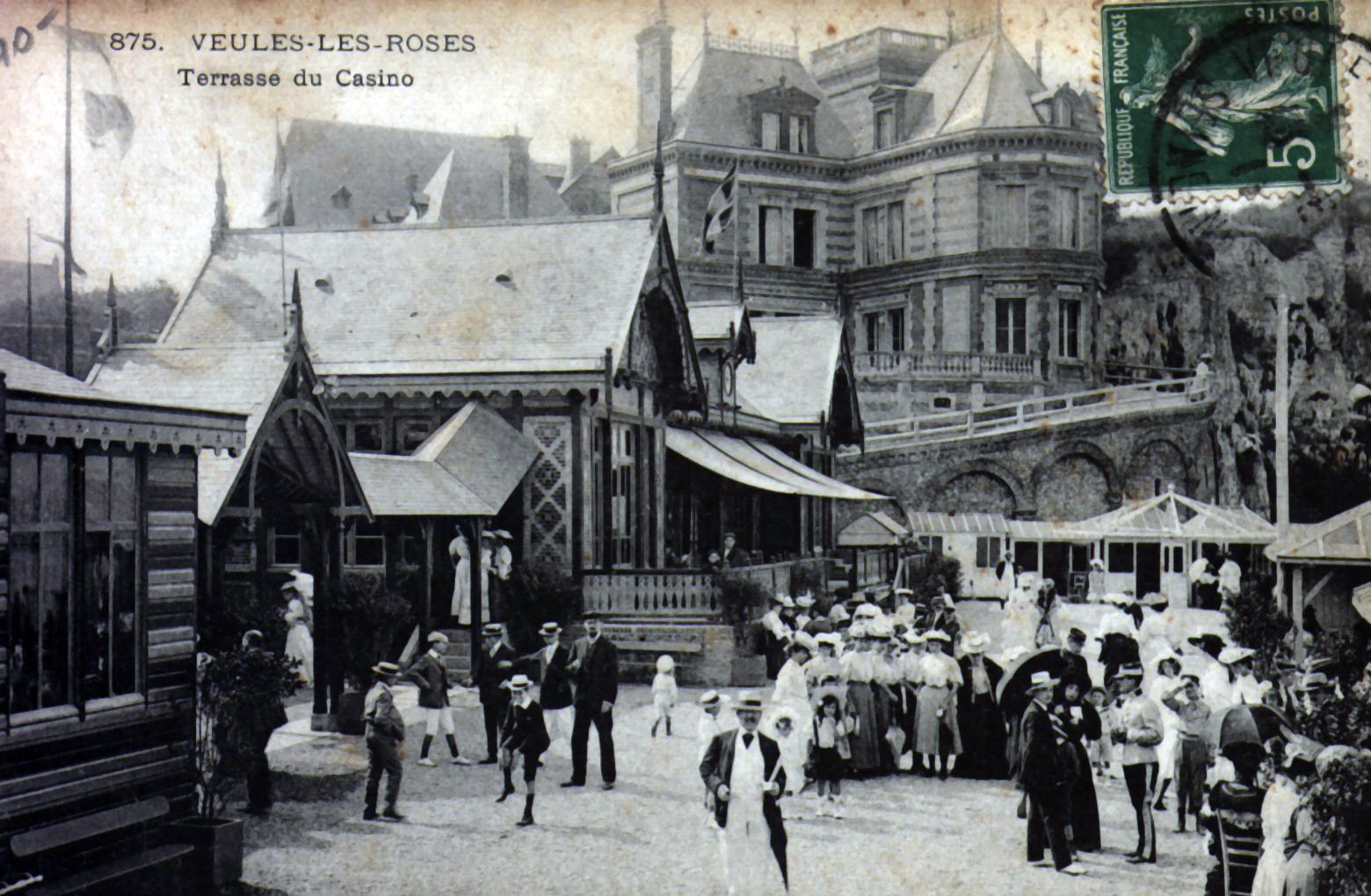
Terrazza del Casinò prima della guerra.

Veules-les-Roses è stata sempre frequentata da personaggi famosi da quando Anaïs Aubert nel 1840 s'innamorò della località trascinandovi numerosi altri artisti e così via. La seguirono l'attore Étienne Mélingue, i paesaggisti di Cock–Chintreuil e Henri Harpignies, Paul Meurice, i commediografi Leroux ed Eugène Pierron, Alexandre Dumas figlio, Lockroy, José-Maria de Heredia, Henri Rochefort, Alexis Bouvier, Jules Michelet, Victor Hugo, che vi fu accolto più volte dal suo amico Paul Meurice proprietario a Veules-les-Roses di una casa, i poeti Jean Richepin e François Coppée, i drammaturghi Jules Claretie, Henri Lavedan, Émile Bergerat e il compositore Alexandre Georges.
Uomini politici come Henri Maret, Alexandre Millerand, René Viviani, Louis Malvy, Albert Clemenceau o Pierre Taittinger frequentavano parimenti la stazione balneare.
Victor Boucher, Georges Chamarat, Saint-Granier, lo scrittore Maurice Privat, Dominique Bonnaud come gli sportivi Suzanne Lenglen e Lucien Gaudin frequentano Veules.

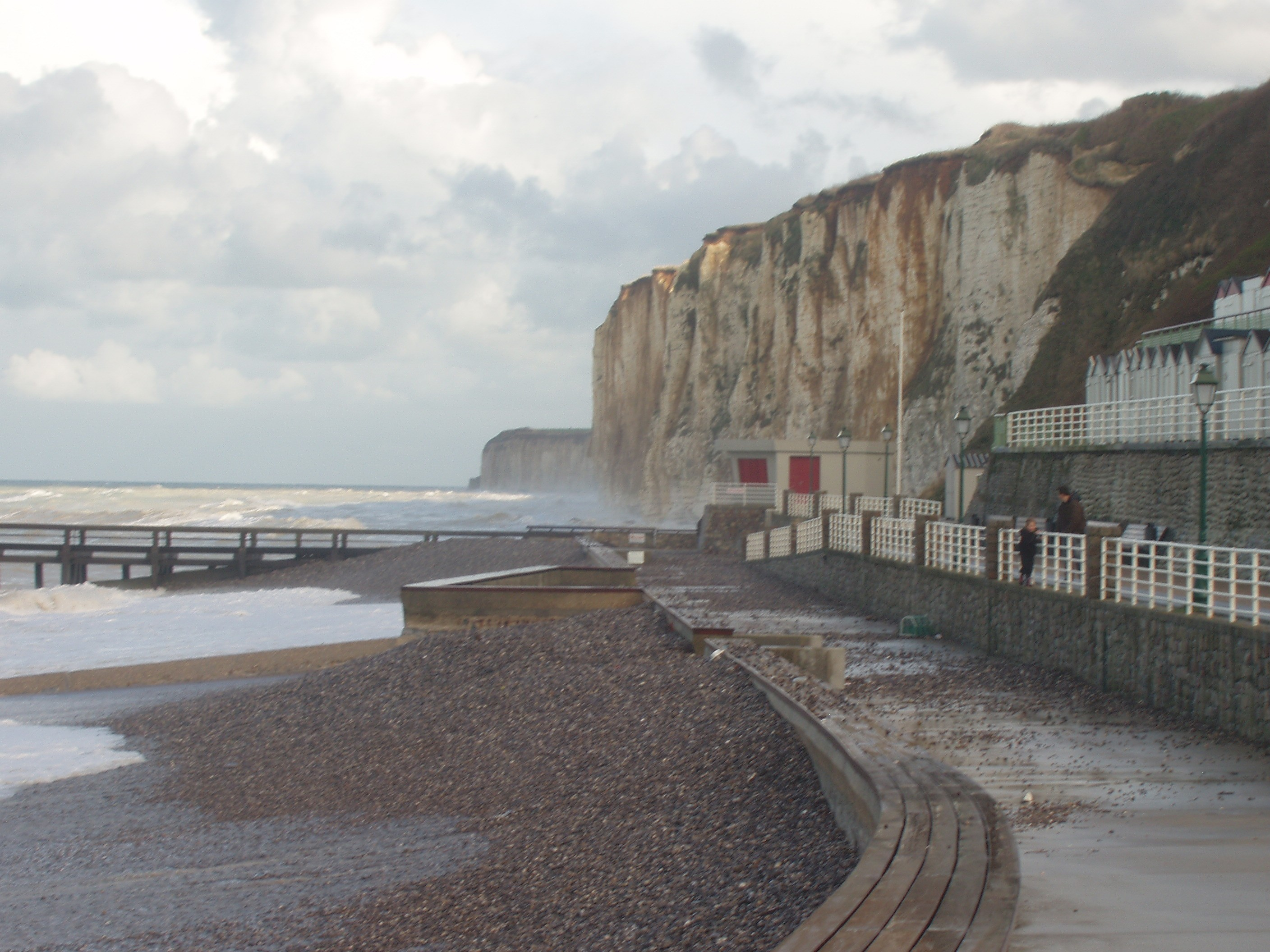
La falesia, vista verso est.
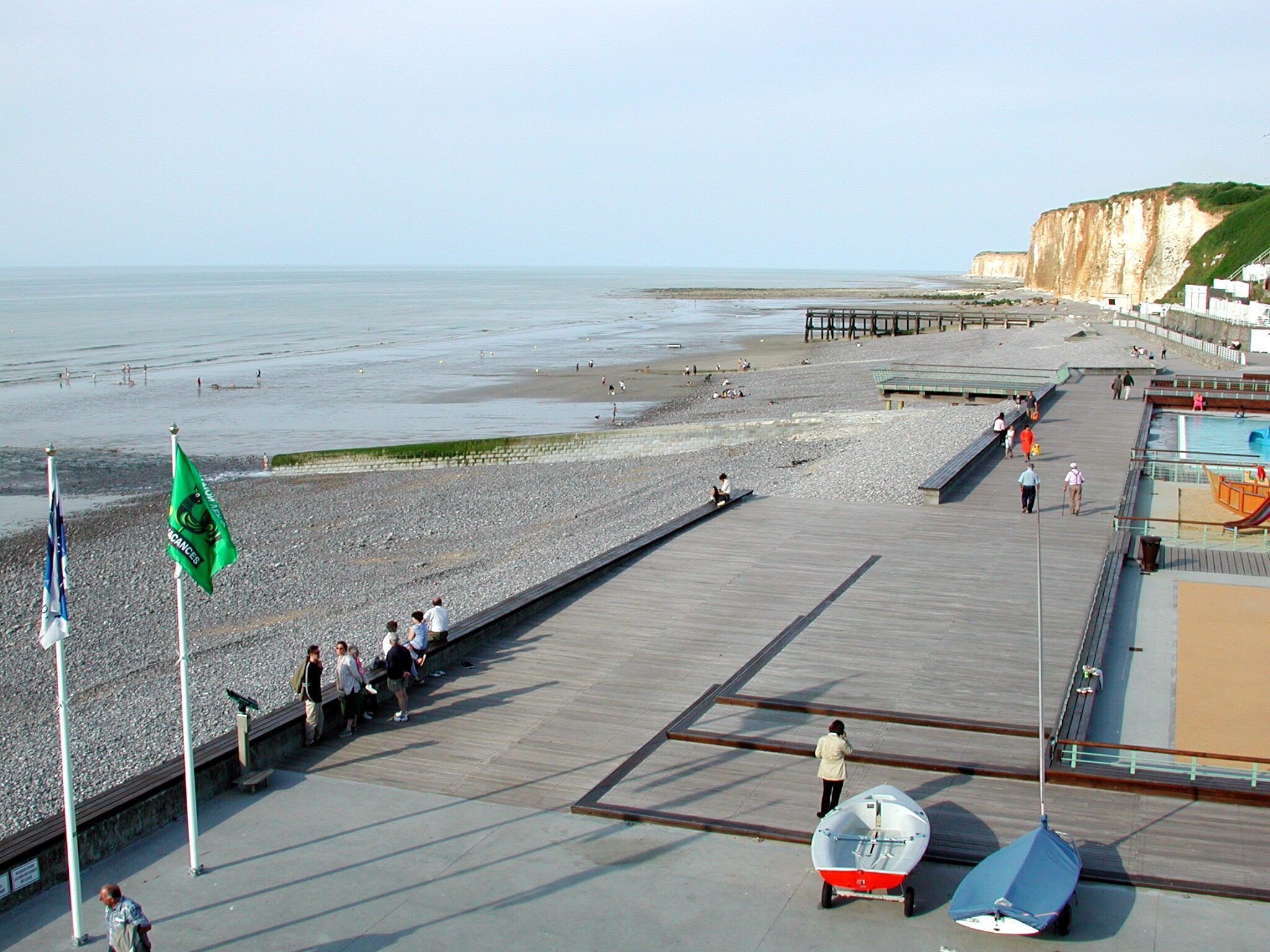
La spiaggia, vista verso est.
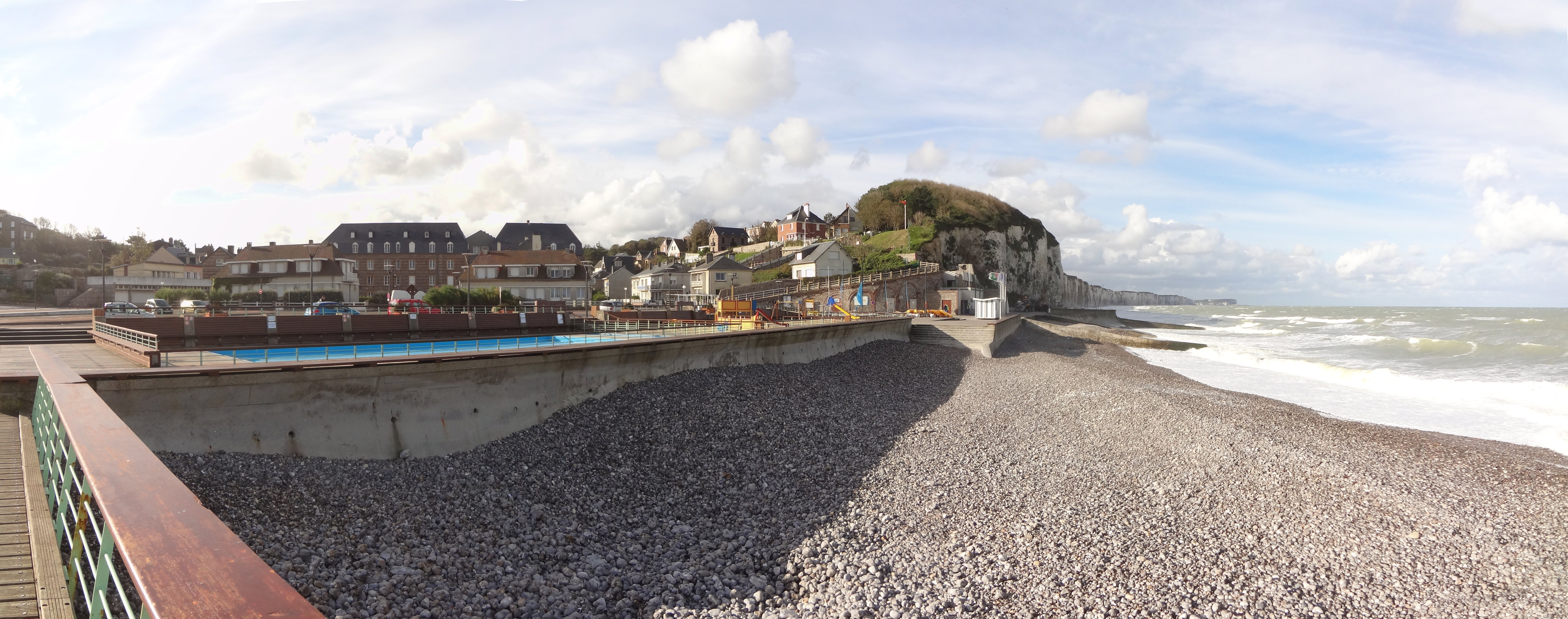
Il villaggio e le falesie viste verso ovest

## Società

### Evoluzione demografica
Abitanti censiti